# Тёша (посёлок)
Тёша — посёлок в городском округе Навашинский Нижегородской области России.

## География
Расположен в 110 км к юго-западу от Нижнего Новгорода, в 41 км к востоку от районного центра — города Навашино. Железнодорожная станция на линии Муром — Арзамас.

## История
В 1943 году посёлок Тёша Салавирского сельсовета Кулебакского района преобразован в рабочий посёлок. С 1963 года в подчинении Навашинского горсовета, с 1965 года в составе Навашинского района.
По решению Законодательного собрания Нижегородской области от 22.11.2013 года статус рабочего посёлка Тёша с 1.01.2014 сменился на посёлок.

## Сельсовет Тёша
С момента преобразования в сельский населённый пункт и до преобразования Навашинского района в городской округ образовывал сельское поселение сельсовет Тёша (ранее городское поселение рабочий посёлок Тёша). Также сельсовет сохраняется как административно-территориальная единица в составе города областного значения Навашино.

## Население
| 1959 | 1970  | 1979  | 1989  | 2002  | 2008  | 2009  |
| ---- | ----- | ----- | ----- | ----- | ----- | ----- |
| 3148 | ↘3033 | ↘2326 | ↘1762 | ↘1307 | ↘1187 | ↘1156 |
| 2010 | 2011  | 2012  | 2013  | 2014  | 2015  |       |
| ↘988 | ↗989  | ↘963  | ↘922  | ↘902  | ↘844  |       |